# Полуширина
Полуширина (ширина на полувысоте, англ. full width at half maximum, FWHM) — разница между максимальным и минимальным значениями аргумента функции, взятыми на уровне, равном половине её максимального значения.
Полуширина применяется к таким явлениям, как длительность импульсных сигналов и спектральная ширина источников сигнала, используемых для оптических телекоммуникаций и разрешения спектрометров, а также при расчёте размера частиц на основе ширины рентгеновских линий по формуле Шеррера.
Договорённость о том, что полуширина подразумевается по уровню половинной амплитуды, широко используется в обработке сигналов для определения полосы пропускания фильтров, которая определяется как ширина частотного диапазона, в котором ослабление сигнала не превышает половины его исходной мощности (в отличие от энергии!) или мощность составляет как минимум половину исходной. На языке обработки сигналов ослабление на 3 дБ (в 2 раза в линейной шкале), или ширина сигнала по уровню половинной мощности.
В случае нормального распределения, определяемого выражением:
{\displaystyle f(x)={\frac {1}{\sigma {\sqrt {2\pi }}}}\exp \left[-{\frac {(x-x_{0})^{2}}{2\sigma ^{2}}}\right]\,}
где {\displaystyle \sigma } — стандартное отклонение, {\displaystyle x_{0}} — медиана), высота максимума равна {\displaystyle {\frac {1}{\sigma {\sqrt {2\pi }}}},} а полуширина выражается через стандартное отклонение следующим образом:
{\displaystyle \mathrm {FWHM} =2{\sqrt {2\ln 2}}\;\sigma \approx 2{,}355\;\sigma }.
Пики в спектрах часто описываются не только нормальным распределением, но и распределением Лоренца (Коши, Брейта — Вигнера)
{\displaystyle f(x)={\frac {1}{\pi \gamma \left[1+\left({\frac {x-x_{0}}{\gamma }}\right)^{2}\right]}}}.
Высота его максимума равна {\displaystyle 1/(\pi \gamma )}, а полуширина — {\displaystyle 2\gamma }.
Гиперболический секанс — ещё одна важная функция распределения, описывающая солитоны в оптике и других приложениях (например, она является солитоноподобным решением уравнения Кортевега — де Фриза и нелинейного уравнения Шрёдингера):
{\displaystyle f(x)=\operatorname {sch} {\frac {x}{X}}}
(здесь опущены параметры, сдвигающие распределение по оси абсцисс, но не влияющие на полуширину). Для этого распределения высота максимума равна 1, а полуширина:
{\displaystyle \mathrm {FWHM} =2X\operatorname {arsch} {\frac {1}{2}}=2X\ln(2+{\sqrt {3}})\approx 2{,}634\;X},
где {\displaystyle \operatorname {arsch} } — гиперболический ареасеканс.
Часто используют половинную ширину на уровне половинной амплитуды (англ. HWHM; half width at half maximum, FWHM/2), в этом случае о полуширине говорят как о полной ширине на уровне полуамплитуды.

## Астрономические наблюдения
В астрономии принято использовать понятие полуширины для описания качества изображения точечного источника излучения. Традиционно указывается полуширина в угловых секундах, что характеризует степень невозмущённости атмосферы. Чем меньше полуширина, тем выше разрешение снимков и больше прозрачность атмосферы. В лучших горных астрономических обсерваториях мира (Мауна-Кеа, Параналь (Чили), Майданак) атмосфера позволяет получать изображения с качеством полуширины порядка 1″ бо́льшую часть наблюдательного времени. Полуширина меньше 0,5″ на Земле практически не встречается. В средней полосе России полуширина в спокойную ночь составляет около 2″—3″.